# فلادلفيا كالابريا
فلادلفيا،( باليونانية :ڤلادليڤا ) هي بلدية ( بلدية ) تقع مقاطعة فيبو فالينتيا في منطقة كالابريا الإيطالية، وتقع على بعد حوالي 30 كيلومتراً (19 ميلاً ) جنوب غرب كاتانزارو وحوالي 20 كيلومتراً (12 ميلاً ) شمال شرق فيبو فالينتيا. تم بناء المدينة في عام 1783 من قبل سكان كاستيلموناردو على أرض كانت تبعد 6 كيلومترات(4ميل) عن مدينتهم التي دمرها الزلزال.اعتبارا من 31 ديسمبر 2013، كان عددسكانها 5500 نسمة ومساحتها 30 كيلومتراً مربعاً (12 ميل مربع ).  
بلدية فلادليفا تحتوي على فرازيوني (التقسيمات الفرعيه ) مونتيسورو، بونتينيسي، زاغيريا، شيوكا، سكارو، نوكاريل، لوسينتيوالعديد من القرى الصغيره الأخرى، تقع فلادلفيا على حدود البلديات التالية: كورينجا، فرانكافيلا أنجيتولا، جاكورسو، بوليا.

## التطور الديموغرافي
السكان من التعداد (انظر المرجع 1)
شهدت فلادلفيا انخفاضاً كبيراً في الأشخاص مؤخراً، هذا بسبب التكنولوجيا غير المتطورة وظروف المعيشة، إنها على ارتفاع عالٍ(حوالي 600 متر) ومعرضه لخطر الزلازل في الصيف يوليو وأغسطس،
تستقبل هذه المدينة الصغيرة الجذابة العديد من السياح من سويسرا . كما يتم رصد أشخاص من الولايات المتحدة وألمانيا وفرنساهنا خلال أشهر الصيف . يغادر الشباب البلدة يغادر الشباب البلدة بوتيرة سريعه للعثور على عمل . إنهم ينتقلون إلى المدن فيعملية تعرف باسم التحضر .
العديد من المنازل في هذة البلدة الصغيره كالابريا «للبيع» منذ حوالي 20 عاماً، كان عدد السكان حوالي 10000 هو حالياً اقل من5900  

## روابط خارجية
- Comune di Filadelfia official website